# اکسید آهن (II)
اکسید آهن (II) (به انگلیسی: Iron(II) oxide) با فرمول شیمیایی FeO یک ترکیب شیمیایی با شناسه پاب‌کم ۱۴۹۴۵ است. که جرم مولی آن 71.844 g/mol می‌باشد. شکل ظاهری این ترکیب، بلورهای سیاه است.